# Metroid Prime Pinball
| Mottagande                 | Mottagande              |
| Samlingsbetyg              | Samlingsbetyg           |
| Tjänst                     | Betyg                   |
| -------------------------- | ----------------------- |
| Gamerankings               | 80,40% (56 recensioner) |
| Metacritic                 | 79/100 (51 recensioner) |
| Recensionsbetyg            |                         |
| Publikation                | Betyg                   |
| Computer and Video Games   | 8,0/10                  |
| Eurogamer                  | 4/10                    |
| Gamespot                   | 8,2/10                  |
| Gamespy                    | [ 6 ]                   |
| Gamesradar                 | [ 7 ]                   |
| IGN                        | 8/10                    |
| Nintendo Power             | 9,5/10                  |
| Official Nintendo Magazine | 80%                     |

Metroid Prime Pinball är ett datorspel till Nintendo DS som släpptes 2005. Det är baserat på Metroid Prime, fast i flipperformat, och är det åttonde spelet i Metroid-serien. Det utvecklades av Fuse Games som deras andra spel efter Super Mario Ball och utgavs av Nintendo.

## Handling
Spelets handling bygger mycket på handlingen i Metroid Prime, fast allting utspelar sig i flipperformat. Spelaren tar rollen som Samus Aran och med målet att samla ihop tolv Chozo-artefakter och därmed få tillgång till Artefakttemplet. Till slut möter spelaren, precis som i Metroid Prime, slutbossen Metroid Prime.

### De olika banorna
Där finns totalt sex stycken banor (eller spelplaner) i spelet. Spelaren börjar på de två översta banorna, men allt eftersom man avancerar i spelet låses fler och fler banor upp. Det finns dessutom bossar som måste besegras innan spelaren kan få tillgång till artefakter, inklusive Meta Ridley.
De olika banorna är följande:
- Pirate Frigate
- Tallon Overworld
- Phendrana Drifts (ej spelbar från början)
- Phazon Mines (ej spelbar från början)
- Artifact Temple (ej spelbar från början)
- Impact Crater (ej spelbar från början)
- Magmoor Caverns (endast multiplayer)